# Швецов, Максим Владимирович
Максим Владимирович Швецов (род. 2 апреля 1998, Минск) — белорусский футболист, защитник, игрок футбольного клуба Ротор (Волгоград). Мастер спорта Республики Беларусь.

## Карьера

### «Динамо» Минск

#### Начало карьеры
Футболом начал заниматься в 7 лет в юношеской школе «Динамо» (Минск) под руководством тренера Геннадия Адамовича Козючиц. За свою бескомпромиссную игру получил прозвище Пуйоль с Чижовки. В 2015 году футболист стал выступать за дублирующий состав минского клуба. Дебютировал за основную команду 2 августа 2015 года в матче Кубка Беларуси против клуба «Смолевичи-СТИ», где заменил Мохамеда Мунира на 73 минуте. Дебютировал в Высшей лиге в следующем сезоне 4 июня 2016 года в матче против брестского «Динамо», выйдя в стартовом составе и отыграв весь матч от свистка до свистка. Однако впоследствии из-за прихода в клуб новых игроков на позицию защитников вернулся в дублирующий состав, где и заканчивал игровой год.
В марте 2017 года подписал с минским клубом новой долгосрочный контракт. Первый матч сыграл 12 марта 2017 года в рамках Кубка Беларуси против брестского «Динамо». Затем начало сезона провёл в дублирующем составе минчан, однако уже с мая 2017 года стал подтягиваться к играм с основной командой. Первый матч в Высшей лиге сыграл 6 мая 2017 года против «Гомеля». В июне 2017 года вместе с клубом отправился на квалификационные матчи Лиги Европы УЕФА. На еврокубковом турнире дебютировал 29 июня 2017 года фарерского клуба НСИ. Затем весь этап квалификаций просидел на скамейке запасных. По итогу сезона футболист стал серебряным призёром Высшей лиги.

#### Сезон 2018
В феврале 2018 года футболист переподписал соглашение с клубом на более выгодных для себя условиях и продлил его действие ещё на год. Первый матч в сезоне футболист сыграл 31 марта 2018 года против жодинского «Торпедо-БелАЗ». На начало чемпионата футболист стал ключевым защитником в клубе. В июле 2018 года вместе с клубом отправился на квалификационный этап Лиги Европы УЕФА. В первом квалификационном раунде встретился против ирландского клуба «Дерри Сити», где 12 июля 2018 года минский клуб оказался сильнее, отличившись 2 безответными голами. Вместе с клубом дошёл до третьего квалификационного раунда, где соперником оказался российский «Зенит». Первая встреча 9 августа 2018 года закончилась победой «Динамо», с преимуществом в 4 безответных забитых гола. Однако в ответном матче 16 августа 2018 года петербургский клуб смог отыграться и закончить матч в дополнительное время со счётом 1:8, а сам футболист на 120 минуте получил удаление, заработав второе предупреждение. В чемпионате стабильно оставался игроком стартового состава, став бронзовым призёром.

#### Сезон 2019
Новый сезон 2019 года футболист начал с матчей Кубка Беларуси. Первый матч сыграл 10 марта 2019 года против «Слуцка», одержав победу в 2 забитых гола. В ответной встрече 15 марта 2019 года уже «Слуцка» оказался сильнее, отличившись единственным забитым голом, однако по сумме двух матчей динамовцы оказались сильнее и вышли в полуфинальную стадию. Первый матч в чемпионате сыграл 5 апреля 2019 года против «Минска». На стадии полуфинала Кубка Беларуси против «Витебска» первый матч 10 апреля 2019 года окончился победой витебского клуба. В ответной кубковой встрече 30 апреля 2019 года между «Динамо» и «Витебском» окончился ничьей, тем самым футболист вместе с минским клубом окончил выступление на турнире. В рамках Лиги Европы УЕФА в сезоне сыграл лишь единственный матч 18 июля 2019 года в рамках квалификации против латвийской «Лиепаи». Сезон для футболиста завершился на 4 месте в чемпионате.

#### Сезон 2020 — 2021
Весна 2020 года началась для футболиста с четвертьфинальных матчей Кубка Беларуси. Первый матч сыграл 9 марта 2020 года против борисовского БАТЭ. Первый матч в Высшей лиге сыграл 20 марта 2020 года против брестского «Руха». В июле 2020 года футболист продлил контракт с минским «Динамо». В ответном матче 5 июля 2020 года против брестского «Руха» футболист вышел на поле с капитанской повязкой. В матче квалификации Лиги Европы УЕФА 27 августа 2020 года против польского клуба «Пяст» проиграли, пропустив 2 безответных гола и футболист вместе с остальными динамовцами выбыл с турнира. Сам сезон для минского клуба и футболиста получился провальным, окончив также чемпионат на 6 итоговом месте и вылетев из розыгрыша Кубка Беларуси в 3 круге.
Новый сезон начал 13 марта 2021 года в матче против жодинского «Торпедо-БелАЗ». В матче 4 апреля 2021 года против «Слуцка» футболист снова появился на поле в роли капитана команды. Своим дебютным результативным действием отличился 17 октября 2021 года в матче против брестского «Руха», отдав голевую передачу. По итогу сезона футболист вместе с клубом смог вернуться в еврокубковую зону, в очередной раз завоевав бронзовые медали чемпионата.

#### Сезон 2022
Сезон 2022 года начал с четвертьфинальных матчей Кубка Беларуси. Первый матч сыграл 6 марта 2022 года против «Гомеля», где клубы отличился по забитому голу. В ответной кубковой встрече 12 марта 2022 года гомельский клуб оказался сильнее, отличившись 3 забитыми голами, в то время как у динамовец был лишь единственный забитый гол. Первый матч в Высшей лиге сыграл 18 марта 2022 года против «Минска». В июле 2022 года вместе с клубом отправился на квалификационные матчи Лиги конференций УЕФА. Свой дебютный матч в рамках турнира сыграл 7 июля 2022 года против черногорского «Дечича», который окончился ничейным счётом. В следующем матче 14 июля 2022 года минское «Динамо» оказалось сильнее черногорского клуба и футболист тем самым вместе с клубом прошёл во второй квалификационный раунд. Первый матч второго квалификационного раунда прошёл 21 июля 2022 года против израильского клуба «Хапоэль» (Беэр-Шева), которому уступили с разницей в гол. Ответный матч 28 июля 2022 года закончился также в пользу израильского клуба и динамовцы совместно с Шевцовым закончили выступление на еврокубковом турнире. Свой дебютный гол за клуб забил 7 августа 2022 года в матче против «Минска». По окончании чемпионата футболист совместно с клубом возглавлял турнирную таблицу, однако по итогу занял 4 место. Так же футболист стал лучшим футболистом клуба по мнению болельщиков минского клуба.

#### Сезон 2023
В декабре 2022 года футболист продлил контракт с клубом. Первый матч в сезоне сыграл 2 апреля 2023 года против мозырской «Славии», выйдя на поле в стартовом составе. В июле 2023 года вместе с клубом отправился на квалификационные матчи Лиги конференций УЕФА. Первый матч в рамках еврокубкового турнира сыграл 13 июля 2023 года против боснийского клуба «Железничар». В ответной встрече 20 июля 2023 года боснийский «Железничар» оказался сильнее и по сумме матчей прошёл во второй квалификационный раунд, а сам футболист остался на скамейке запасных. По итогу сезона футболист стал победителем чемпионата.

#### Сезон 2024
В январе 2024 года футболист продлил контракт с минским «Динамо» ещё на сезон. Новый сезон футболист начал 2 марта 2024 года с поражения за Суперкубок Беларуси, где в серии пенальти уступили жодинскому «Торпедо-БелАЗ».

## Международная карьера
Неоднократно привлекался в юношеские и молодёжные сборные страны. В 2018 году был вызван в национальную сборную перед матчем с Финляндией, но на поле не вышел.
22 февраля 2020 года дебютировал за основную сборную на товарищеском матче Беларуси со сборной Узбекистана, выйдя на замену на 45-й минуте.

## Достижения
- Чемпион Беларуси: 2023
- Серебряный призёр чемпионата Беларуси: 2017
- Бронзовый призёр чемпионата Беларуси (3): 2016, 2018, 2021